# هایسن
هایسن (به هلندی: Huissen) یک منطقهٔ مسکونی در هلند است که در لینگه‌وارد واقع شده‌است. هایسن ۱۷٫۶۱۵ نفر جمعیت دارد.